# Acacia moirii
Espèce
Acacia moirii est une espèce de plantes à fleurs de la famille des Fabaceae. C'est un arbuste endémique dans le sud-ouest de l'Australie-Occidentale.

## Description
C'est un arbrisseau qui atteint entre 0,15 et 0,6 mètre de haut et a de petites feuilles velues. Les fleurs jaunes apparaissent de mai à août et sont suivies de gousses velues, qui font environ 4 cm de long et 5 à 6 mm de large.

## Taxonomie
Le spécimen-type a été recueilli près du cap Riche en Australie-Occidentale par AJ Moir en 1901.
Trois sous-espèces sont actuellement reconnues :
- A. moirii subsp. dasycarpa Maslin
- A. moirii subsp. moirii E. Pritz.
- A. moirii subsp. recurvistipula Maslin

## Répartition
L'espèce est présente dans les plaines sableuses, les zones vallonnées, les collines dans une zone entre Eneabba, Manypeaks et Jerdacuttup ainsi qu'à l'est d'Esperance dans la région de Cape Arid.